# Card 1
Die CAD-Software card_1 (auch CARD/1) ist ein professionelles System für Vermessung und Planungen im Tief- und Straßenbau, besonders für BIM-Verkehrswege. Es wird von der IB&T Software GmbH mit Sitz in Norderstedt entwickelt und vertrieben.

## Anwendung
card_1 dient der Planung von klassifizierten Straßen (Autobahnen, Bundes-, Landes- und Kreisstraßen) sowie anderen Straßen, Wegen und Plätzen und ihren Verknüpfungen (Knotenpunkte). Es wird auch zum Entwurf von Schienenverkehrswegen (Eisenbahn, Straßen- und U-Bahnen) und zur Trassierung von Magnetschwebebahnen benutzt.
card_1 wird an verschiedenen Hochschulen als Schulungssoftware verwendet.

## Umfang
Das Programmsystem wurde ursprünglich für MS-DOS entwickelt und läuft in der aktuellen Version 10.1 (Mai 2024) unter Windows 10 und Windows 11. Es sind sowohl Standalone- als auch Netzwerklösungen möglich. Integriert sind Module für die Vermessung, Deckenbuchberechnung, den Grunderwerb, die Entwässerungsberechnung, die Planung von Kanal- und Leitungsnetzen. Es können auch Bebauungspläne und Flächennutzungspläne erstellt werden. Punktwolken (Laserscannerdaten) lassen sich importieren, verwalten und auswerten.
Im System gibt es eine Vielzahl an Schnittstellen für den Im- und Export, u. a. OKSTRA, LandXML, VERM.ESN, ISYBAU, DXF/DWG, BIM (CPIXML, IFC), GIS (CityGML, ALKIS, Shape, OSM) sowie spaltenorientierte ASCII-Formate.